# Barsbaracska
Barsbaracska (szlovákul Bardoňovo) község Szlovákiában, a Nyitrai kerületben, az Érsekújvári járásban.

## Fekvése
Érsekújvártól 28 km-re, északkeletre található.

## Története
Ősi magyar település, melyet valószínűleg Bars - Borsa vezér hozott létre közvetlenül a honfoglalást győzelmesen lezáró Pozsonyi csata után, a 10.-11. század során. 1269-ben Baracha néven említik először. 1426-ban Baroch néven említik egy birtokper kapcsán.
Vályi András szerint "BARACSKA. Elegyes falu Bars Vármegyében, birtokosai több Uraságok, lakosai katolikusok, fekszik a’ Verebélyi járásban, ambár határjában erdeje olly nagy nints, mint más helységeknek; de mivel szükségére fája elég, épűletre való is az Uraságnak engedelmével, ’s más javakkal is bővelkedik, első Osztálybéli."
Fényes Elek szerint "Baracska, magyar-tót falu, Bars vgyében, 380 kath., 17 evang., 250 ref. lak. Ref. filial templom és oskola. Határja dombos, de termékeny; legelője sok, és a juhoknak nagyon egészséges; erdeje derék, szilvás s más gyümölcsös kertjei messze kiterjedtek; bort is termeszt. F. u. többen. Ut. p. Léva."
A trianoni békeszerződésig Bars vármegye Verebélyi járásához tartozott. 1938 és 1944 között – az első bécsi döntés következtében – ismét magyar fennhatóság alá került.
Az etnikai állapot (a lényeges magyar jelleg) a második világháborút lezáró események, illetve a Benes-i (Kassai) Dekrétum alapján megváltozott. A magyar lakosság egy részét áttelepítették Magyarországra, más részét pedig télvíz idején fűtetlen marha-vagonokban szállították el Szudétaföldre, ahol cseh és morva parasztoknak "rabszolga-munkára" adták el. Helyükbe szlovák telepeseket hoztak.

## Népessége
| Év:            | 1994. | 2004.   | 2014.    | 2024.   |
| -------------- | ----- | ------- | -------- | ------- |
| Emberek száma: | 953   | 876     | 750      | 689     |
| Eltérés:       |       | -8,07 % | -14,38 % | -8,13 % |

| Év:            | 2023. | 2024.   |
| -------------- | ----- | ------- |
| Emberek száma: | 657   | 689     |
| Eltérés:       |       | +4,87 % |

1880-ban 867 lakosából 783 magyar és 29 szlovák anyanyelvű volt. Ebből 426 római katolikus, 387 református, 42 izraelita és 9 evangélikus vallású.
1890-ben 909 lakosából 808 magyar és 97 szlovák anyanyelvű volt.
1900-ban 995 lakosából 872 magyar és 112 szlovák anyanyelvű volt.
1910-ben 1017 lakosából 913 magyar és 103 szlovák anyanyelvű volt. Ebből 565 római katolikus, 432 református, 19 izraelita és 1 evangélikus vallású.
1921-ben 1045 lakosából 906 magyar és 114 csehszlovák volt.
1930-ban 1187 lakosából 558 magyar és 619 csehszlovák volt. Ebből 666 római katolikus, 501 református, 15 izraelita és 2 evangélikus vallású.
1941-ben 1158 lakosából 1116 magyar és 42 szlovák volt.
1970-ben 1269 lakosából 569 magyar és 689 szlovák volt.
1980-ban 1127 lakosából 437 magyar és 681 szlovák volt.
1991-ben 986 lakosából 397 magyar és 578 szlovák volt. 
2001-ben 886 lakosából 536 szlovák és 342 magyar volt.
2011-ben 786 lakosából 454 szlovák, 233 magyar, 5 cseh és 94 ismeretlen nemzetiségű volt. Ebből 386 római katolikus, 185 református és 105 nem vallásos.
2021-ben 682 lakosából 458 (+10) szlovák, 200 (+16) magyar, (+1) cigány, 3 (+1) egyéb és 21 ismeretlen nemzetiségű volt.

## Neves személyek
- Itt született 1947-ben Viliam Soboňa szlovák politikus, orvos. Az 1993-ban önállósult Szlovákia első egészségügyi minisztere.

## Nevezetességei

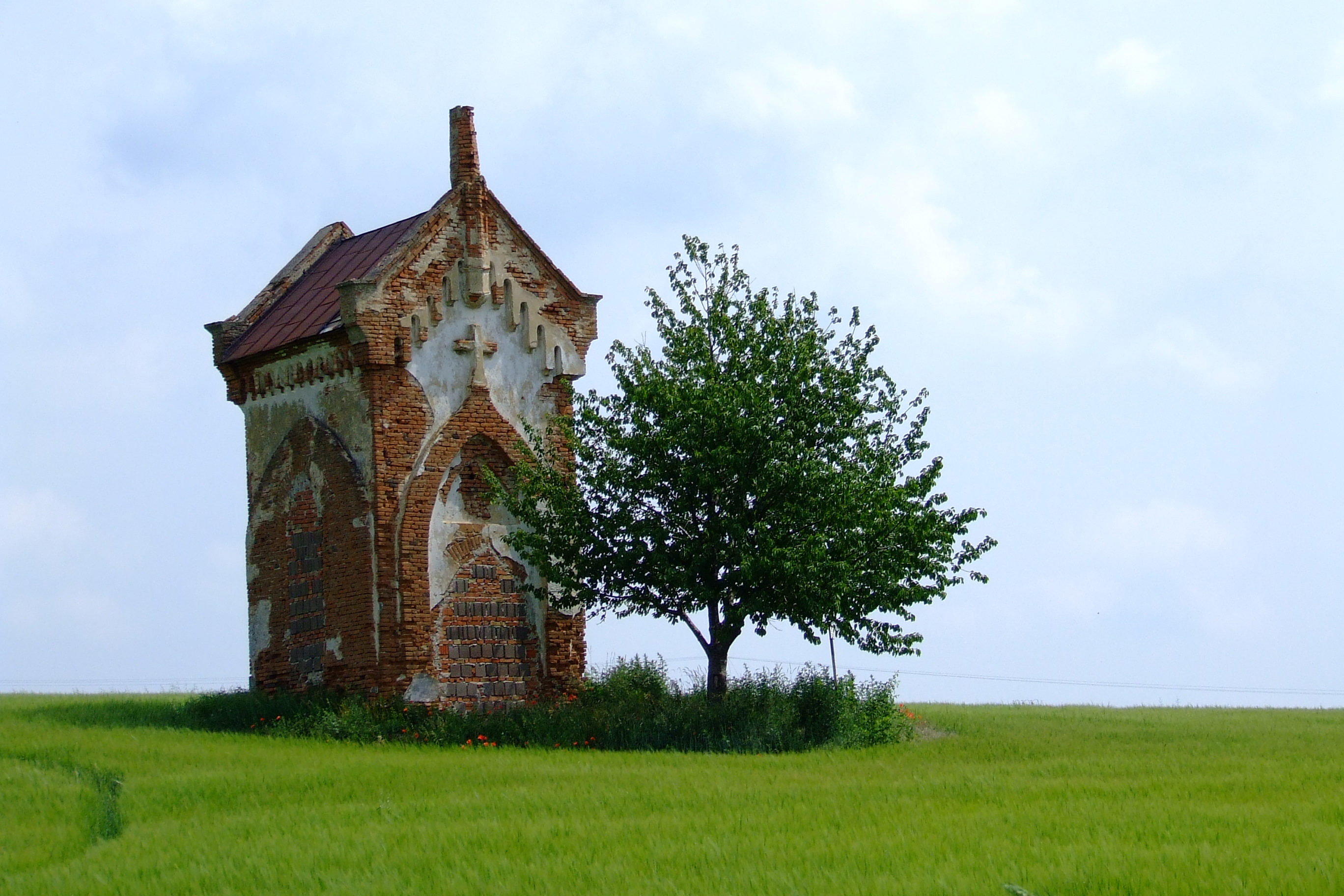
A Kelecsényi család kriptája

- Szent Bertalan apostol tiszteletére szentelt római katolikus temploma 1782-ben épült. Barsbese filiája.
- A református egyháznak volt faharanglábja. Harangjai 1694-ből és 1840-ből származtak.[8]